# Betta chini
Betta chini är en fiskart som beskrevs av Ng, 1993. Betta chini ingår i släktet Betta och familjen Osphronemidae. IUCN kategoriserar arten globalt som sårbar. Inga underarter finns listade.